# Liste der Bodendenkmäler in Güntersleben
Auf dieser Seite sind die Bodendenkmäler in der unterfränkischen Gemeinde Güntersleben zusammengestellt. Diese Tabelle ist eine Teilliste der Liste der Bodendenkmäler in Bayern. Grundlage ist die Bayerische Denkmalliste, die auf Basis des Bayerischen Denkmalschutzgesetzes vom 1. Oktober 1973 erstmals erstellt wurde und seither durch das Bayerische Landesamt für Denkmalpflege geführt wird. Die folgenden Angaben ersetzen nicht die rechtsverbindliche Auskunft der Denkmalschutzbehörde.

## Bodendenkmäler in Güntersleben
| Lage       | Objekt                                                                             | Akten-Nr.     | Bild |
| ---------- | ---------------------------------------------------------------------------------- | ------------- | ---- |
| (Standort) | Siedlung der Linearbandkeramik, der Schnurkeramik, der Hallstattzeit               | D-6-6125-0003 |      |
| (Standort) | Siedlung der Hallstattzeit, der Latènezeit und der römischen Kaiserzeit            | D-6-6125-0031 |      |
| (Standort) | Körpergräber vor- und frühgeschichtlicher Zeitstellung                             | D-6-6125-0032 |      |
| (Standort) | Siedlung der Bronzezeit                                                            | D-6-6125-0085 |      |
| (Standort) | Archäologische Befunde von Vorgängerbauten des Mittelalters und der frühen Neuzeit | D-6-6125-0109 |      |
| (Standort) | Grabhügel vorgeschichtlicher Zeitstellung                                          | D-6-6125-0114 |      |
| (Standort) | Siedlung der Hallstattzeit                                                         | D-6-6125-0157 |      |
| (Standort) | Siedlung vor- und frühgeschichtlicher Zeitstellung                                 | D-6-6125-0158 |      |
| (Standort) | Freilandstation des Paläolithikums                                                 | D-6-6125-0165 |      |